# Eva Grebel

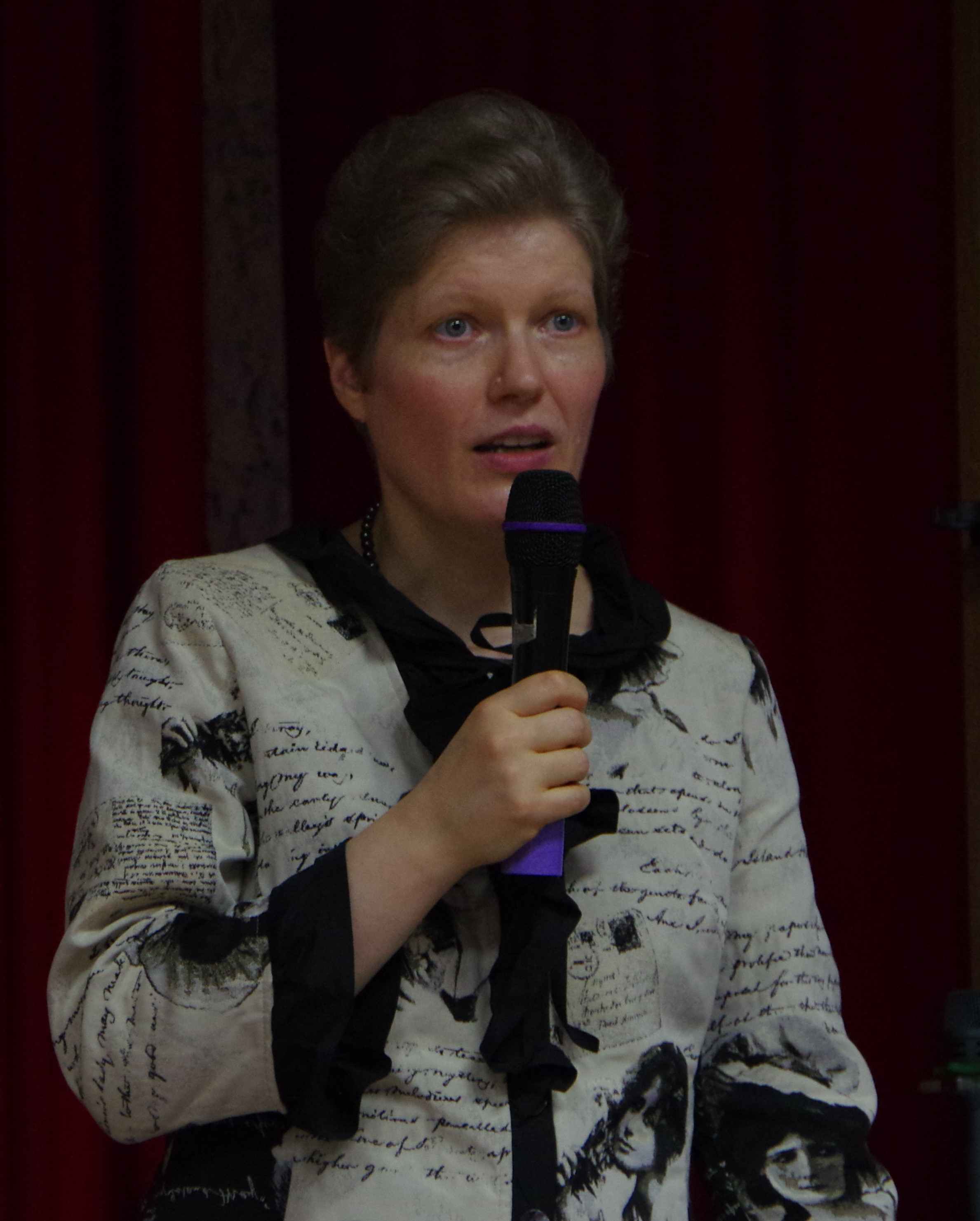
Eva Grebel

Eva Katharina Grebel (geb. 1966 in Dierdorf) ist eine deutsche Astronomin. Sie ist Professorin am Astronomischen Rechen-Institut, einem der Teilinstitute des Zentrum für Astronomie der Universität Heidelberg.

## Biografie
Eva Grebel schloss ihr Studium der Physik und Astronomie an der Universität Bonn im Jahre 1991 mit dem Diplom ab und verbrachte einen Teil desselben Jahres als Sommerstudentin am Space Telescope Science Institute in Baltimore. Von ihrer anschließenden Doktorandenzeit an der Universität Bonn verbrachte sie 1992 bis 1994 zwei Jahre als Student Fellow am La-Silla-Observatorium der Europäischen Südsternwarte. Im Jahre 1995 schloss sie ihre Promotion zum Thema „Stellar population studies in nearby galaxies“ in Bonn ab.
Nach Postdoktoranden-Stellen an der University of Illinois at Urbana-Champaign (1995–1996), der Universität Würzburg (1996–1997) und der University of California, Santa Cruz (1997–1998) ging Grebel von 1998 bis 2000 mit einer Hubble-Fellowship an die University of Washington in Seattle.
Im Anschluss an eine Stelle als Forschungsgruppenleiterin (C3) am Max-Planck-Institut für Astronomie in Heidelberg ab dem Jahre 2000 erhielt Grebel 2003 einen Ruf als Professorin für beobachtende Astronomie an das Astronomische Institut der Universität Basel, dem sie von 2004 bis 2007 auch als Direktorin vorstand.
2007 folgte Grebel einem Ruf als Professorin für Astronomie an die Universität Heidelberg, wo sie Direktorin des Astronomischen Rechen-Instituts am Zentrum für Astronomie der Universität Heidelberg wurde. Grebel war zu diesem Zeitpunkt die einzige ordentliche Professorin für Astronomie in Deutschland.
Grebel war Sprecherin des DFG-Sonderforschungsbereichs 881 „Das Milchstraßensystem“ an der Universität Heidelberg und Präsidentin der Kommission H1 „The Local Universe“ der Internationalen Astronomischen Union.

## Forschung
Eva Grebel beschäftigt sich in ihrer Forschung mit den Sternen unserer Milchstraße sowie der weiteren Mitglieder der Lokalen Gruppe von Galaxien inklusive der Großen und Kleinen Magellanschen Wolke sowie der nahen Zwerggalaxien. Die dabei gewonnenen Erkenntnisse zur chemischen Evolution und zur Galaxienstruktur, zur Sternentstehung sowie zu den Eigenschaften verschiedener Sternpopulationen nutzt sie zu Rückschlüssen auf die Evolution und Entstehungsgeschichte der Milchstraße und von Galaxien allgemein.

## Auszeichnungen, Preise und Ehrungen
- 1996: Ludwig-Biermann-Förderpreis der Astronomischen Gesellschaft[9]
- 1999: Chrétien International Research Grant der American Astronomical Society[10]
- 2006: Johann-Wempe-Preis des Astrophysikalischen Instituts Potsdam[7]
- 2009: Lautenschläger-Forschungspreis[11]
- 2011: Vollmitglied der Heidelberger Akademie der Wissenschaften[12]
- 2015: Hector Wissenschaftspreis[13]
- 2021: Aufnahme als Mitglied in die Nationale Akademie der Wissenschaften Leopoldina in der Sektion Physik[14]